# Eurocalcio
Eurocalcio  è un programma calcistico trasmesso dal 1982 al 1987 su Euro TV condotto da Elio Corno,  Gino Menicucci e Sandro Mazzola.